# مگان آگوستا
مگان آگوستا (انگلیسی: Meghan Agosta؛ زادهٔ ۱۲ فوریهٔ ۱۹۸۷) بازیکن هاکی روی یخ اهل کانادا است.